# Favor creditoris
Si dice favor creditoris il termine di adempimento di un'obbligazione stabilito a favore del creditore.
A differenza del termine favor debitoris (da non confondere con il principio del favor debitoris), il creditore può esigere immediatamente la prestazione mentre il debitore non può adempiere anticipatamente allo scadere del termine senza lo specifico consenso del creditore.
Nell'ordinamento italiano la normativa del tempo dell'obbligazione è presente nel codice agli articoli 1183-1187.